# 司馬機
司馬機（?—?），字太玄，西晋宗室，河內溫縣人。司馬昭第七子，不知母氏。

## 生平
清惠亭侯司馬京死后，以司馬機为嗣。泰始元年十二月丁卯（266年2月9日），封燕王，封邑六千六百六十三户。晉武帝下詔為司馬機和樂安王司馬鑒高選師友，以東海人陳邵為燕王師。
司马机到燕国，咸宁初年被征为步兵校尉，将渔阳郡并入燕国，加侍中之服。
後拜为青州都督、镇东将军、假节，以北平郡、上谷郡、广宁郡一万三百三十七户增燕国为二万户。

## 繼子國除
去世后无子，齐王司马冏上表以子司马几为嗣。后司马冏事败，燕国国除。

## 延伸阅读
[在维基数据编辑]
 《晉書·卷038》，出自房玄齡《晉書》